# Polystichum fuentesii
Polystichum fuentesii là một loài dương xỉ trong họ Dryopteridaceae. Loài này được Esp. Bustos mô tả khoa học đầu tiên.